# TJ Cox
Terrance John Cox, detto TJ (Walnut Creek, 18 luglio 1963), è un politico statunitense, membro della Camera dei Rappresentanti per lo stato della California dal 2019 al 2021.

## Biografia
Nato in California da immigrati asiatici (padre cinese e madre filippina), conseguì una laurea triennale in ingegneria chimica e un master in business administration dalla Southern Methodist University.
Dopo aver tentato la candidatura al Congresso una prima volta senza successo nel 2006, nel 2018 si candidò nel ventunesimo distretto della California comprendente la Valle di San Joaquin, battendo a sorpresa il deputato repubblicano uscente David Valadao in un'elezione molto incerta, i cui risultati definitivi furono confermati quasi venti giorni dopo la data del voto. Due anni dopo, nel 2020, non riuscì ad essere rieletto, perdendo contro lo stesso Valadao.